# 水久保甚作
水久保 甚作（みずくぼ じんさく、1884年（明治17年）6月11日 - 1973年（昭和48年）3月20日）は、日本の政治家。衆議院議員（2期）、参議院議員（1期）。

## 経歴
宮崎県北諸県郡五十市村（現・都城市）出身。水久保源助の長男。明治大学法学部卒業。1907年裁判所書記登用試験を通り同職を経て岩川郡、都城税務署庶務課長となる。税務代理士を始め1907年、都城市会議員となり、同市農会総代、同所得調査委員、1928年に衆議院議員に当選（立憲政友会、当選2回）。1947年、第1回参議院議員通常選挙で当選して参議院議員（全国区、3年議員）になり、参院郵政委員長となった。また、都城市農会総代、都市計画委員、都城新聞社副社長なども務めた。
1965年秋の叙勲で勲三等旭日中綬章受章（勲四等からの昇叙）。
1973年3月20日死去、88歳。死没日をもって正五位に叙される。